# Сладкий Лиман (хутор)
Сла́дкий Лима́н — хутор в Каневском районе Краснодарского края.
Входит в состав Стародеревянковского сельского поселения.

## География
Хутор расположен на берегу одноимённого лимана.

## Население
| 2002 | 2010 |
| ---- | ---- |
| 817  | ↗828 |

## Улицы
- пер. Тоннельный,
- ул. Широкая,
- ул. Шоссейная.